# هسو چیا-لین
هسو چیا-لین (انگلیسی: Hsu Chia-lin؛ متولد ۲۹ فوریه ۱۹۹۲) یک تکواندوکار تایوانی است. هسو در مسابقات تکواندو قهرمانی جهان در سال ۲۰۱۳ در کلاس سبک‌وزن (زیر ۵۴ کیلوگرم) صاحب مدال نقره شد. وی در نیمه نهایی حسین شریف قهرمان آفریقا از مصر را شکست داد اما در بازی نهایی با نتیجه ۷–۰ به کیم تائه-هون از کره جنوبی باخت.